# Клевезаль, Эрнест Федорович
Эрнест Федорович фон Клевезаль (также Эрнст или Эрнест-Эмилий-Панкратий) — главный инженер путей сообщения, один из создателей Уральской горнозаводской железной дороги.

## Биография

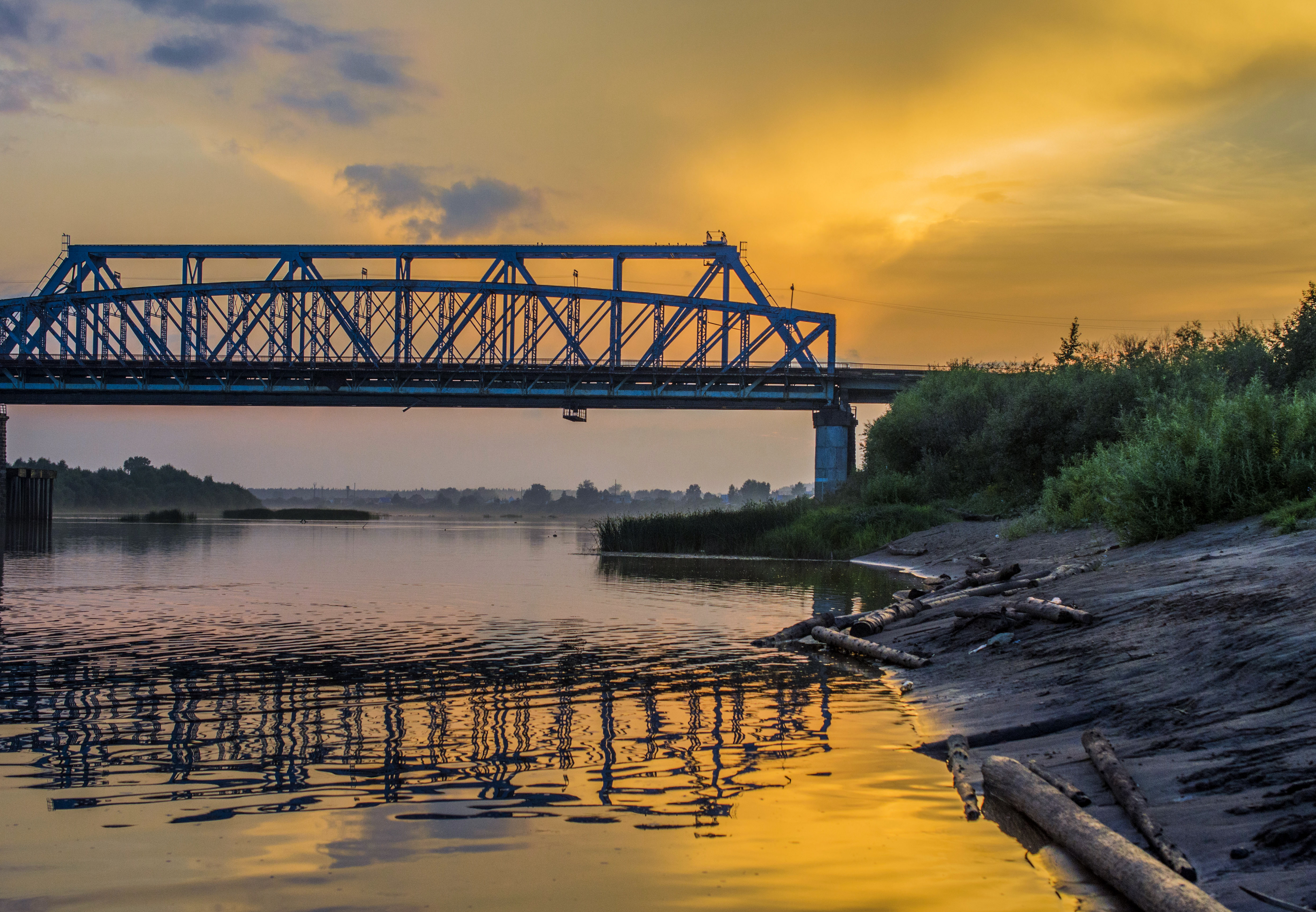
Железнодорожный мост через реку Луза в Лузском районе

Эрнест Федорович фон  Клевезаль происходил из дворянской семьи, корнями уходящей в мекленбургскую аристократию. После окончания курсов в 1892 году Института инженеров путей сообщения с правом на чин коллежскаго секретаря, молодой инженер быстро нашел место, отправившись на Урал и в Пермь, где активно шло железнодорожное строительство. Когда 13 (25) мая 1895 года Николай II подписал Указ о строительстве Пермь-Котласской железной дороги, производителем работ по постройке моста через реку Луза был назначен Эрнст Федорович, в дальнейшем инженер путей сообщения руководил изысканиями и строительством Западно-Уральской железной дороги, а также нескольких железнодорожной станций (в том числе Дружинино в 1914 году), железнодорожных объектов Кунгура и многих строений Уральской горнозаводской железной дороги.

### Семья
Хотя сам Эрнест-Эмилий-Панкратий фон Клевезаль сохранял лютеранское вероисповедание, его супруга, Александра Павлова, была православной. 2 июня 1906 года у них родился их сын Максимилиан, которого 27 августа крестили в Екатерининском соборе Екатеринбурга. Максимилиан Эрнстович Клевезаль (1906—1937) пошел по стопам отца также стал известным инженером-проектировщиком; был репрессирован во время Большого террора.